# فهرست فرمانداران دولت راشدان در مصر
فرمانداران دولت راشدان در مصر، فرمانروایانی هستند که به دست سرپرست دولت راشدین، بر سرزمین مصر گمارده می‌شدند.
عمرو بن عاص، نخستین فرماندار مصر شد. او شهر فسطاط را بنیاد نهاد که کانونی برای ساماندهی نبردهای اسلامی در شمال آفریقا به شمار می‌آمد.

## فهرست
| شماره | فرماندار            | سال‌های فرمانداری                | سال‌های فرمانداری                 | سال‌های زندگانی     | سال‌های زندگانی                  |              |
| شماره | فرماندار            | آغاز (ه‍.ق - ه‍.خ)                  | فرجام (ه‍.ق - ه‍.خ)                  | زادهنگام (ه‍.ق - ه‍.خ) | درگذشت (ه‍.ق - ه‍.خ)                | سرپرست خلافت |
| ----- | ------------------- | ------------------------------- | -------------------------------- | ------------------ | ------------------------------- | ------------ |
| ۱     | عمرو بن عاص         | ۱۹ ه‍.ق - ۱۹ ه‍‌.خ                  | ۲۴ ه‍.ق - ۲۴ ه‍.خ                    | ۴۵ سال پیش از هجرت | ۴۳ ه‍.ق - ۴۲ ه‍.خ                   | عمر و عثمان  |
| ۲     | عبدالله بن ابی سرح  | ۲۴ ه‍.ق - ۲۴ ه‍‌.خ                  | ۳۵ ه‍.ق - ۳۴ ه‍.خ                    | ۲۳ سال پیش از هجرت | ۳۵ ه‍.ق - ۳۴ ه‍.خ                   | عثمان        |
| ۳     | محمد بن ابی‌حذیفه    | ۳۵ ه‍.ق - ۳۴ ه‍.خ                   | ۳۶ ه‍.ق - ۳۵ ه‍.خ                    | ۷ سال پیش از هجرت  | ۳۶ ه‍.ق - ۳۵ ه‍.خ                   | عثمان و علی  |
| ۴     | قيس بن سعد بن عباده | ماه صفر ۳۷ ه‍.ق - امردادماه ۳۶ ه‍.خ | جُمادى الآخر ۳۷ ه‍.ق - آذرماه ۳۶ ه‍.خ | ۱۲ سال پیش از هجرت | ۵۹ ه‍.ق - ۵۸ ه‍.خ                   | علی          |
| ۵     | مالک اشتر           | ۳۷ ه‍.ق - ۳۶ ه‍.خ                   | پیش از انجام، درگذشت             | ۲۹ سال پیش از هجرت | ۳۸ ه‍.ق - ۳۷ ه‍.خ                   | علی          |
| ۶     | محمد بن ابوبکر      | ماه شعبان ۳۷ ه‍.ق - بهمن‌ماه ۳۶ ه‍.خ | ماه صفر ۳۸ ه‍.ق - امردادماه ۳۷ ه‍.خ  | ۱۰ ه‍.ق - ۱۰ ه‍.خ      | ماه صفر ۳۸ ه‍.ق - امردادماه ۳۷ ه‍.خ | علی          |